# Andivaugonia
Andivaugonia is een uitgestorven geslacht van tweekleppigen uit de  familie van de Iotrigoniidae.

## Soort
- Andivaugonia radixscripta (Lambert, 1944)